# 오큘러스 리프트
오큘러스 리프트(영어: Oculus Rift) 또는 리프트(Rift)는 오큘러스 VR 사에서 개발한 가상현실 머리장착디스플레이다.
이 기기는 넓은 시야에 오른쪽과 왼쪽 모두 1080×1200의 해상도를 갖는다. 리프트에는 3차원 오디오 효과를 낼 수 있는 통합된 헤드폰이 있다. 리프트는 회전과 위치를 추적하여 머리를 돌리면 해당 방향의 모습이 화면에 나타난다. 위치 추적은 USB 고정 적외선(IR) 센서에서 수행하는데, 이 센서는 보통 사용자의 책상에 놓여 앉아 있거나, 서 있거나, 방 주위를 걸으면서 리프트를 사용할 수 있게 한다.
오큘러스 리프트에 대한 최초의 제안은 킥스타터(Kickstarter; 미국 크라우드 펀딩 사이트) 캠페인에서였다. 개발자 파머 러키는 2012년 8월에 오큘러스 리프트 DK1을 킥스타터에 선보여 투자금을 모았고 '오큘러스 VR®' 회사를 창립하였다. 이후 밸브, 에픽 게임스 앤드 유나이티와 같은 대형 비디오 게임 회사의 지원으로 큰 성공을 거두었고, 250만 달러를 모금하였다. 오큘러스 리프트는 페이스북에 인수되어 큰 이슈가 되기도 했다.
리프트는 킥스타터 캠페인 이후 여러 유형을 거쳐 왔고, 그중 5대 정도가 일반에 공개되었다. 그중 2대는 '개발 키트'로서 DK1은 2012년 후반, DK2는 2015년 중반에 구입이 가능하여 개발자들이 리프트가 출시되었을 때에 그 시기에 맞추어 컨텐츠를 개발할 수 있게 되었다. 어쨌거나, 기술을 미리 보고 싶어하는 많은 열렬한 지지자들이 이들을 구입하기도 했다.
리프트는 2016년 1분기에 시판될 예정으로 2016년 초부터 주문예약을 받고 있다.

## 내력

### 창안
MTBS(Meant to be Seen)의 가상 현실과 3D의 온라인 포럼에서, 오큘러스의 창업자이자 MTBS 토론 포럼의 오랜 중재자인 파머 러키는 당시 시판되던 것보다 효과적이고 저렴한 새로운 게이머용 머리장착디스플레이를 생각해 냈다. 18세 때, 파머 러키는 2011년 캘리포니아 롱비치의 그의 부모의 창고에서 개략적인 원형을 만들어냈다.
오큘러스 리프트의 창립자 파머 러키는 초기 킥스타터에서 DIY(Do It Yourself) 형식으로 판매할 예정이었다.
공교롭게도 MTBS의 동료 구성원인 존 카맥은 독자적인 연구를 하고 있었고, 파머 러키의 신개발품을 우연히 알게 되었다. 초기 원형을 체험해 본 후 존 카맥은 파머 러키의 접근 방법을 찬성했고, 존 카맥은 파머 러키에게 오큘러스 리프트의 판매를 요청했다. 하지만 파머 러키는 오큘러스 리프트를 무상으로 대여하였다. 존 카맥은 2012년 일렉트로닉 엔터테인먼트 엑스포 직전 이드 소프트웨어에서는 장래의 업데이트 버전의 둠 3 BFG 판은 머리장착디스플레이 유닛에 호환될 것이라고 발표하였다. 대회 기간 동안 존 카맥은 머리장착디스플레이(head-mounted display)로 테이프가 붙여진 파머 러키의 오큘러스 리프트 원형을 기반으로 하고 존 카맥 자신의 소프트웨어로 구동하는 관(管)을 선보였다. 이 기기는 고속의 관성측정장비(IMU)와 5.6인치(14cm)의 LCD 디스플레이에, 한 쌍의 렌즈로 양쪽 눈에 90도 수평과 110도 수직의 사물을 입체적으로 보는 3D 시각을 갖추고 있었다.
이는 게임 업계에 큰 반향을 일으켰고, 파머는 이러한 일을 계기로 애초에 DIY 형식으로 판매하려 했던 오큘러스 리프트 사업의 방향을 바꾸게 되었다.

### 개발 키트 1
이후 파머는 당시 스케일폼의 창업자이자 가이카이(Gaikai)의 CPO(Chief Product Officer)이었던 브렌던 이리브, 서동일(Dillon Seo) 등과 만나 오큘러스 VR사를 설립하기로 했다. 이들은 직접 공장에서 조립을 하여 판매하는 제품을 개발하기로 결정했다. 초기에는 게임 개발자들이 VR 게임을 어떻게 개발해야 할지에 대한 고민과 일반인들이 HMD(Head Mounted Display)의 소비자가 될 때 어떤 경험을 하게 될지에 대한 상상을 기반으로 제품 개발이 이루어졌다. 2012년 8월에 킥스타터(Kickstarter ; 미국 크라우드 펀딩 사이트)에서 오큘러스 리프트 개발자 버전(Oculus Rift DK1)을 선보였다. 그리고 한 달만에 240만 달러 정도의 투자를 받아서 VR HMD(Virtual Reality Head Mounted Display)를 개발하는 오큘러스 리프트 벤처회사를 창립했다. 이는 회사가 처음 목표로 잡았던 금액의 10배에 해당하는 금액이었다. 2013년에는 오큘러스 리프트 개발자 버전 출시 1년만에 6만대 넘게 판매했다. 이후 소비자 버전을 위한 자금 모금을 시작했고, 작년 말 기준 7500만 달러(약 790억 원)를 투자 받아 가상현실 분야의 최고 인기 스타트업이 되었다.

### 개발 키트 2
2014년 미국 샌프란시스코에서 개최된 GDC 2014(Game Developer Conference 2014)에서 한층 더 향상된 오큘러스 리프트 DK2 버전(Development Kit 2)가 공개되었다. DK2는 기존 버전과 다르게 콘트롤 박스가 없이 바로 헤드셋에 연결해서 사용할 수 있다. 하지만 기능이 추가되면서 기존 버전보다 헤드셋이 무거워졌다. 기존 버전의 가격 299$에서 350$로 가격이 인상되었다. 이는 기능이 추가된 것에 더하여 대량 생산을 하지 않았다는 점 때문이다. 파머는 Inven 뉴스와의 인터뷰에서 소비자 버전은 대량 생산으로 더 낮은 가격에 제품을 판매할 것이라 언급했다. 소비자 버전은 무게 또한 줄어들 것이라 말했다. DK2는 OLED 디스플레이를 채택하여 기존의 문제점이었던 멀미 증상과 화면의 흐려짐을 조금 더 해결하는 등 시각적 개선을 이뤘다. 현재 DK1은 단종 상태이다.

### 인수
2014년 3월 25일 오큘러스 리프트는 페이스북에 20억불로 인수되었다. 페이스북 CEO인 마크 저커버그는 오큘러스를 게임뿐만이 아니라 스포츠 중계, 원격 학습, 원격 대면 진료 등과 같이 다양한 분야로 키울 것을 언급했다.

## 제품 특징
헤드셋을 쓰면 헤드셋이 머리의 움직임을 실시간으로 감지하여 머리가 어느 방향으로 움직이든지 그 방향으로의 시각을 제공한다. 또한 각각의 오른쪽, 왼쪽 렌즈는 오목하게 굽어진 파노라마 디스플레이 영상을 제공한다. 이는 넓은 시야각을 제공하여 눈동자를 움직여도 가상 현실의 디스플레이를 볼 수 있다. 헤드를 트레킹하는 기술과 양 쪽 눈에 제공되는 각각의 디스플레이는 마치 사용자가 가상현실에 들어와있다는 착각을 하게 만드는 역할을 하게 된다. 하지만 시야각은 110˚에 한정되어있고, 헤드 트레킹의 속도 문제, 시각과 청각 정보의 불일치 문제, 모션을 인식 못하는 문제 등으로 완벽한 가상현실 구현에 한계가 있고, 사용 중 멀미 현상을 보이는 사용자가 많다는 단점이 있다. 이러한 단점은 기술의 발전으로 해결돼야 할 부분으로 지적된다.

### 기계 구성[23]
오큘러스 리프트는 크게 바깥쪽부터 Foam padding,렌즈,렌즈고정대,경통,HD 디스플레이,전기회로판,커버로 이루어졌다. 렌즈는 각각 3개의 사이즈가 제공이 되며, 안경의 유무, 시력에 따라서 선택적으로 바꿔낄 수 있다. 소프트웨어는 기본 화면을 왼쪽, 오른쪽 각각 구부러진 화면으로 나누어 파노라마와 같은 넓은 시야각을 제공한다. 또한 경통에 달린 다이얼을 통해서 눈과 렌즈 사이의 거리를 조정할 수 있다.

### 제품구성
제품은 크게 오큘러스 리프트와 컨트롤 박스(DK2에서는 없어짐), USB케이블 및 전원 어댑터, DVI케이블, HDMI케이블, HDMI to DVI 젠더, 3개의 다른 종류의 렌즈캡으로 이루어진다. 전원 어댑터는 전세계적으로 많이 사용하는 4종류의 어댑터로 이루어져 그 나라 규격에 맞는 것을 사용하면 된다. 컨트롤 박스를 통해서 전원을 껐다 켤 수 있고, 밝기 조정, Contrast 조정이 가능하다. DVI케이블은 DVI-D타입이다. HDMI to DVI 젠더의 DVI는 DVI 싱글 타입이다. 3종류의 렌즈캡은 A,B,C 타입으로 이루어져 있다. 제품을 처음 구매할 때는 A타입 렌즈가 장착되어있다. 하지만 본인의 시력과 사용의 편이성에 따라 선택을 하여 다른 렌즈를 사용할 수 있다. A타입 렌즈는 가장 넓은 시야각을 제공해주지만 렌즈의 높이가 높아서 안경을 착용한 사람에게는 불편하다. 타입 A,B,C 순으로 시야각이 점점 좁아지고, 높이가 점점 낮아진다. 렌즈를 바꿔 초점을 맞추는 방식 외에도 제품을 머리에 쓸때 눈과 렌즈의 초점을 맞추는 방법, 경통의 다이얼을 조절하여 눈과 렌즈 사이의 거리를 조정하여 초점을 맞추는 방법이 있다.

### DK1 (Development Kit 1)[24]
- Head tracking : 6 DOF(Degrees Of Freedom) ultra low latency
- 시야각 : 대각선 110º　／ 수평 90º
- 해상도 : 1280x800 (640x800 per eye)
- 입력 방식 (Input) : DVI/HDMI , USB
- 플랫폼 : PC, mobile
- 무게 : ~0.22 kg
- 지원 OS : Window, Apple, Linux, IOS, Android, Unity, Unreal Engine ( SDK 와 Headset 모두 지원)

### DK2(Development Kit 2)[25]
- 해상도 : 960x1080 per eye
- 프레임 : 75Hz, 72Hz, 60Hz
- Persistence : 2ms, 3ms, full
- 시야각 : 100º
- 무게 : 0.44kg (케이블 제외)
- Low Persistence OLED display : Blur 현상과 Judder 현상의 감소
- Engine Integration : Unreal Development Kit, Unreal Engine 4, and Unity 4
- 지원 OS : Windows, Mac OS X, Linux (SDK와 Headset 모두 지원)
- Interface
  - 케이블 길이 : 10 inch
  - HDMI : HDMI 1.4b
  - USB Device : USB 2.0
  - USB Host : USB 2.0 (requires DC Poser Adapter
  - Camera USB : USB 2.0
- Internal Tracking
  - Sensors : 자이로스코프(Gyroscope), 가속도센서(Accelerometer), 자력계(Magnetometer)
  - Udate Rate : 1000Hz
- Positional tracking
  - Sensors : Near Infrared CMOS Sensor
  - Update Rate : 60Hz
- Included Accessories
  - HDMI to DVI Adapter
  - DC Power Adapter
  - International Power Plugs
  - Nearsighted lens cups
  - Lens cleaning cloth

### Consumer version[21]
- 낮은 레이턴시
- 360°헤드 트레킹 가능
- Stereoscopic 3D View
- 개발자 버전보다 가볍고 착용감이 편함
- 100˚의 수평 시야각 제공

## 그 밖의 다른 VR 기기

### 글라이프(Glyph)
아베간트에서 출시한 고화질의 가상현실 HMD 제품이다. 오큘러스 리프트와 내장오디오 헤드폰도 장착되어있다. 킥스타터 모금으로 150만 달러를 모았다. 이후에 지속적으로 다른 업계의 투자를 받고 있다.

### 모피어스(Morpheus)
소니에서 개발된 HMD이다. 머리의 움직임뿐만 아니라 몸의 움직임도 인식한다는 것을 특징으로 하고 있다. 카메라로 사용자의 움직임을 감지해서 사용자가 뛰어 오르면 게임 속 시선도 따라서 움직이게 된다. 전용 컨트롤러도 있어서 손에 쥐고 움직여 게임 컨트롤이 가능하다. 개개인의 초점에 맞게 내부 디스플레이 위치 조절도 가능하다. 안경을 쓴 사람도 쉽게 사용할 수 있다는 장점이 있다. 내장 오디오가 장착되어있고, 360˚ 헤드 트레킹이 가능하다. 현재 PS4용으로 개발되었으며, 시판되지 않고 프로토타입 형태로만 발표되었다.

## 기타

### 오큘러스 리프트와 페이스북
2014년 3월 26일 페이스북의 창립자 마크 저커버그는 페이스북의 오큘러스 리프트 인수에 대한 글을 페이스북에 업로드했다. 저커버그는 오큘러스 리프트의 게임 플랫폼 개발에 대한 투자에 적극적으로 참여할 것이며, 더 나아가 일상 소셜 가상 플랫폼 개발에서의 오큘러스 리프트의 역할에 대해 기대를 언급했다. 저커버그는 오큘러스 리프트를 사용해서 게임을 가상 현실에서 직접 관람하는 것, 전 세계의 다양한 사람들과 가상 현실 속에서 수업을 같이 듣는 것, 의사와 가상 현실에서 직접 면담을 하고, 개발자와 파트너들과 미팅을 할 때 가상현실에서 하는 등의 미래 시나리오에 대해서 언급했다. 이처럼 오큘러스 리프트는 페이스북 인수 후 초창기에는 독립된 회사로써 기존처럼 게임 개발에 몰두할 것이지만 후에는 소셜 미디어, 엔터테인트먼트 분야까지 분야를 확장할 예정이다. 오큘러스 리프트는 약 20억 달러로 인수 되었고, 거래 조건은 현금 4억 달러, 페이스북 주식 2천310만 주(시가 16억 달러), 조건부분할지급으로 3억 달러다.

### 오큘러스 리프트와 한국
2012년 8월 22일 오큘러스 리프트 코리아가 대한민국에 들어섰다. 오큘러스 리프트 본사에서는 서동일 지사장을 한국 사업총괄 매니저로서 지목했다. 오큘러스 리프트는 오큘러스 리프트 코리아 사무실을 설립하고, 한국 게임 스튜디오들과 협력체제를 통해서 오큘러스 리프트를 기반으로한 콘텐츠들을 개발, 생산할 것이다.
서동일 지사장은 엔도어스(NDOORS)가 해외에서 서비스하는 글로벌 군주 온라인의 GM(Game Master)업무를 맡음으로써 게임 업계에 발을 들여놓기 시작했다. 이후 머지않아 글로벌 사업 파트장으로써 엔도어즈 게임의 해외 수출 사업 업무를 보게 되었다. 한국문화콘텐츠진흥원(당시 한국게임산업진흥원) 산업진흥팀으로 이직하여 한국 온라인 게임 산업과 관련된 일을 하게 된다. 이후 스케일폼으로 이직, 한국 지사장을 맡게되고, 스케일폼이 오토데스크로 인수합병되면서 오토데스커 게임 사업 부분 총괄 부장 자리를 맡는다. 현재는 브랜든 이리브의 추천으로 오큘러스 리프트 코리아 지사장으로서 활동하고 있다.

### 오큘러스 리프트와 삼성
엔가젯의 30일 보도에 따르면 오큘러스 리프트와 삼성이 오큘러스 리프트 공동 개발을 하기로 하였다. 오큘러스 리프트는 삼성에 모바일 소프트웨어 개발킷(SDK)를 제공하고 유저 인터페이스(UI) 소프트웨어 개발 작업을 맡기로 했다. 삼성 측은 하드웨어 쪽을 맡기로 하였는데, 오큘러스 리프트 기기에 OLED 스크린을 접목시킬 수 있도록 하였다.